# Озеро Сосновое и его окрестности
Озеро Сосновое и его окрестности — государственный природный заказник (комплексный) регионального (областного) значения Московской области, целью которого является сохранение ненарушенных природных комплексов, их компонентов в естественном состоянии; восстановление естественного состояния нарушенных природных комплексов, поддержание экологического баланса. Заказник предназначен для:
- сохранения и восстановления природных комплексов;
- сохранения местообитаний редких видов растений и животных.

Заказник основан в 1977 году. Местонахождение: Московская область, городской округ Луховицы, в 1,7 км к востоку от рабочего поселка Белоомут. Площадь заказника составляет 1953,94 га. В заказник входят лесные кварталы 83—87, 92—102 Белоомутского участкового лесничества Луховицкого лесничества.

## Описание
Заказник располагается на юге подмосковной части Мещерской низменности на левом берегу реки Оки в области распространения гривистых, аллювиальных и выровненных древнеаллювиальных, влажных и сырых равнин. Абсолютные высоты территории изменяются от 100 до 125 м над уровнем моря.
Кровля дочетвертичных отложений представлена известняками, доломитами, песчаниками среднего карбона, а также глинами, песками и алевритами средней и поздней юры. Территория заказника располагается на левом борту долины реки Оки и включает фрагменты междуречных выровненных гривистых древнеаллювиальных равнин и склоны долины реки Оки. Равнины сложены с поверхности песками, суглинками и песчано-гравийными отложениями, характеризуются развитием песчаных грив и понижений между ними. Относительная высота грив примерно соответствует 0,5—1 м. На междуречных равнинах повсеместно развиты антропогенные формы рельефа — противопожарные борозды глубиной не более 30 см, протягивающиеся в разных направлениях.
Склоны долины реки Оки в юго-восточной части заказника плавно спускаются к пойме реки и имеют уклоны поверхности около 3—5°, где располагаются несколько небольших озёр. Самое крупное из них — озеро Карасёвое — имеет диаметр около 240 м, увлажненные берега и изрезанную береговую линию со сплавиной (ширина от 30 до 200 м). В юго-западной части заказника крутизна склонов увеличивается до 15—20°, в этой части они обрываются к старичному озеру Сосновому, где имеют относительную высоту порядка 8—10 м. На обрывистом склоне развиты многочисленные овраги и балки шириной до 5—7 м и глубиной вреза до 2—3 м. В нижней части склона сформирована подсклоновая пойма шириной примерно 45—47 м, с уклонами поверхности около 2—3°, на которую открываются многочисленные родники, вытекающие на поверхность поймы и эродирующие её, образуя небольшие канавки шириной не более 20—30 см. Некоторые из них преобразованы человеком: канализированы, образованы освященные купальни. Общий гидрологический сток с территории заказника направлен в озера Сосновое, Карасёвое и в реку Исток, впадающую в реку Оку.
Почвенный покров территории на территории заказника представлен на водоразделах подзолами, дерново-подзолами и дерново-подзолами глеевыми на пониженных участках. На подсклоновой пойме и пойме реки Оки развиты аллювиальные гумусовые и аллювиальные темногумусовые глеевые почвы, на заболоченных участках южной части заказника распространены торфяные олиготрофные почвы.

### Флора и растительность
На территории заказника распространены сосновые леса на песчаных террасах реки Оки, участки смешанных елово-сосновых лесов с дубом, липой и кленом, пойменные дубравы, многовидовые заливные луга, прибрежно-водная растительность озёр Соснового и Карасёвого.
На приподнятых участках заказника развиты сухие чистые сосновые леса зеленомошные, лишайниково-зеленомошные и кустарничково-зеленомошные на песчаных почвах. Древостои чистых сосновых лесов имеют разный возраст, но преобладают старовозрастные леса с диаметром стволов сосен в среднем 40—45 см, среди которых встречаются и более крупные сосны. В редком подросте присутствуют сосна, ель и дуб. Кустарники представлены можжевельниками древовидной формы высотой от одного до нескольких метров (редкий и уязвимый вид, не включенный в Красную книгу Московской области, но нуждающийся на территории области в постоянном контроле и наблюдении). Невысокие кустарники — дрок красильный и ракитник русский — встречаются в этих сосняках очень широко. В травяно-кустарничковом ярусе типичными видами сухих сосновых лесов заказника выступают брусника, ожика волосистая, осока верещатниковая, лерхенфельдия извилистая, овсяницы овечья и Беккера (полесская), келерия сизая, ландыш майский, кошачья лапка двудомная, ястребинки зонтичная и волосистая, вероника лекарственная, вейник тростниковидный, золотарник обыкновенный, грушанка зеленоцветковая, вереск, смолевка поникшая.
На самых сухих участках среди зеленых мхов и лишайников (виды кладоний и цетрария исландская) в этих лесах и вдоль дороги, пересекающей сухие боры на незадернованных песках с пятнами политрихума можжевельникового, встречаются вереск, кошачья лапка, очиток большой, овсяница валисская, келерия сизая, лерхенфельдия, полынь равнинная, цмин песчаный, гвоздика Борбаша (два последних вида — редкие и уязвимые виды, не включенные в Красную книгу Московской области, но нуждающиеся на территории области в постоянном контроле и наблюдении), бородник шароносный, или молодило побегоносное, гвоздика песчаная, вероника седая, прострел раскрытый, или сон-трава, наголоватка (юринея) васильковая (последние пять видов занесены в Красную книгу Московской области). Очень редко здесь растут дрок германский и василек сумской (занесены в Красную книгу Московской области). В сосняках на песчаных почвах ранее регистрировались редкие лишайники, занесенные в Красную книгу Московской области: кладония Цопфа, флавоцетрария капюшоновидная и имшаугия бледнеющая.
Пологие участки песчаных террас заняты старовозрастными сосняками с подростом дуба и ели зеленомошными и злаково-ландышевыми зеленомошными с типичными лесными зелеными мхами — плеврозиумом Шребера, гилокомиумом блестящим, видами дикранумов и другими. Кустарники представлены можжевельником и крушиной ломкой, встречаются ракитник русский и дрок красильный. В травяном ярусе, кроме ландыша, местами обилен орляк, вейник тростниковидный, регулярно встречаются ожика волосистая, седмичник европейский, черника, костяника, осока пальчатая, вероника лекарственная, золотарник обыкновенный, марьянник луговой, овсяница овечья, очиток большой, ортилия однобокая, грушанка зеленоцветковая, колокольчик персиколистный (последние два вида — редкие и уязвимые виды, не включенные в Красную книгу Московской области, но нуждающиеся на территории области в постоянном контроле и наблюдении), на прогалинах среди злаков и разнотравья (ястребинка зонтичная, герань кроваво-красная, пазник крапчатый) встречается козелец приземистый (занесен в Красную книгу Московской области).
В понижениях среди сосновых лесов высота подроста ели увеличивается, здесь много крушины ломкой, в травяном ярусе появляется молиния голубая, обильны черника и куманика.
Кроме чистых сосновых лесов в центральной и восточной частях заказника широко распространены сосново-берёзовые и берёзово-сосновые леса с дубом и елью во втором древесном ярусе и подросте крушиново-можжевельниковые ландышево-зеленомошные, злаково-ландышево-зеленомошные и орляково-зеленомошные с черникой, седмичником, осокой пальчатой, брусникой, вейником тростниковидным, костяникой, марьянником луговым и золотарником. Диаметр стволов старых сосен в таких лесах составляет 45-60 см, местами встречается подрост липы.
В массивы сосновых лесов по западинам в виде небольших участков вкраплены верховые и переходные болота. На верховых сфагновых болотах растут сосна, береза пушистая, болотные кустарнички — багульник, голубика, мирт болотный и пушица влагалищная. На переходных — обилен тростник южный или вейник сероватый, осоки волосистоплодная, вздутая и чёрная, сфагновые мхи; отмечается кокушник клобучковый (занесен в Красную книгу Московской области). Тростниково-сфагновая, серовейниково-сфагновая и осоково-сфагновая сплавина развита местами по берегу озера Карасёвого. Здесь в небольших мочажинах редко встречается пузырчатка средняя, или промежуточная, занесенная в Красную книгу Московской области.
Лесокультуры сосны средневозрастные встречаются как среди основного лесного массива, так и по берегам Соснового озера. В посадках сосны на песчаных повышениях присутствуют боровые виды сухих бедных почв, а в загущенных лесокультурах у озера обильны кустарники — крушина, бузина, малина, подрост рябины, дуба и клёна, в травяном ярусе участвуют виды дубравного широкотравья и сорных лесов (чистотел, гравилат городской, недотрога мелкоцветковая). Изредка в елово-сосновых лесах с дубом встречаются молодые лесокультуры ели под пологом.
Многие участки сухих сосновых лесов и лесокультур подвергались низовым пожарам, что хорошо заметно по их обгорелым стволам, отсутствию подроста и подлеска, обедненному видовому составу нижних ярусов.
На территории заказника в его юго-восточной части встречаются также небольшие по площади березово-еловые с сосной леса черничные, березняки крушиновые молиниевые, дубово-осиновые с подростом липы и клёна леса (диаметр стволов дуба 50—60 см) влажнотравно-широкотравные, небольшие участки старых липняков широкотравных и кленово-липово-дубовые лещиновые ландышевые. В смешанных лесах с дубом, липой, осиной и кленом встречаются подмаренник средний (обилен), колокольчик крапиволистный, борец шерстистоусый (два последних вида — редкие и уязвимые виды, не включенные в Красную книгу Московской области, но нуждающиеся на территории области в постоянном контроле и наблюдении), овсяница гигантская, сныть, медуница неясная, перловник поникший, звездчатка жестколистная, герань лесная, ландыш, будра плющевидная, чина весенняя, фиалка удивительная.
Склоны террасы, спускающиеся к озеру Сосновому, заняты старовозрастными широколиственными лесами из дуба, липы, вяза голого и клёна платановидного бересклетовыми широкотравными со снытью, пролесником многолетним, медуницей неясной, чиной весенней, копытнем европейским, зеленчуком жёлтым, фиалкой удивительной. В нижней части склона на границе с черноольшаником встречается двулепестник парижский (редкий и уязвимый вид, не включенный в Красную книгу Московской области, но нуждающийся на территории области в постоянном контроле и наблюдении).
В пойменных сомкнутых дубравах деревья растут группами, кроме дуба здесь встречаются вяз, клен платановидный, береза и осина или их подрост. Местами обилен подрост липы, черемухи или встречаются взрослые деревья. Кустарники представлены бересклетом и калиной. В травяном покрове участвуют кирказон ломоносовидный, подмаренник средний, герань Роберта, вербейник монетчатый, ластовень ласточкин, отмечаются щитовник мужской, норичник узловатый, зверобой горный, есть пятна мертвого покрова. Эти леса чередуются с заболоченными понижениями, где развиты осиново-дубовые сообщества крушиновые осоковые с вербейником обыкновенным, хвощом луговым, окопником лекарственным, ирисом аировидным. Местами кроме дуба здесь растут ива ломкая или белая, изредка — ольха чёрная.
Черноольшаники влажнотравные и влажнотравно-папоротниковые в заказнике встречаются по заболоченным долинам ручьёв и по берегу озера Соснового на высокой пойме под склонами с широколиственным лесом. В черноольшаниках растут ивы белая и ломкая, вяз голый, черемуха, хмель, страусник обыкновенный, кочедыжник женский, ирис аировидный, шлемник обыкновенный, таволга вязолистная, вербейник обыкновенный, хвощ речной, зюзник высокий, колокольчик широколистный, посконник коноплевый (два последних вида — редкие и уязвимые виды, не включенные в Красную книгу Московской области, но нуждающиеся на территории области в постоянном контроле и наблюдении). В мочажинах и протоках среди черноольшаников встречается турча болотная, занесенная в Красную книгу Московской области.
Поляны и опушки сосновых лесов и дубрав отличаются присутствием редких видов растений, занесенных в Красную книгу Московской области, таких как ломонос прямой, перловник пестрый, горечавка крестовидная, змееголовник Рюйша, медуница узколистная, вероника ложная и серпуха увенчанная. На остепненных прогалинах с подростом дуба, вяза и сосны доминируют осока ранняя, мятлик узколистный и земляника зелёная, обильна жабрица порезниковая и василек шероховатый, встречаются астрагал датский, зопник клубненосный, дрок красильный, смолка липкая, подмаренник настоящий, вязель пестрый, вероника широколистная, ластовень ласточкин, зверобой продырявленный, клевер горный, лапчатка серебристая, девясил ивовый.
По краю дубрав на границе с пойменными лугами тянутся также полосы кустарников — шиповника майского, калины обыкновенной, жестера, малины, бересклета бородавчатого, жимолости лесной, обилен подрост дуба, клёна и вяза, в травостое доминируют купырь лесной, кирказон, ежа сборная, подмаренник северный, кострец безостый и райграс высокий.
Пойменные луга примыкают с юга к озеру и лесным массивам. Это в основном разнотравно-кострецовые луга с участием большого числа видов разнотравья и бобовых. Наиболее типичными видами являются кострец безостый, тимофеевка луговая, лисохвост луговой, мятлик обыкновенный, ежа сборная, полевица гигантская (белая), подмаренники мягкий, настоящий и северный, смолевка хлопушка, свербига восточная, бутень Прескотта, пижма обыкновенная, молочай прутьевидный, иногда — клевер луговой.
На остепненных участках пойменных лугов много мятлика узколистного, осоки ранней, подмаренников северного и настоящего, земляники зелёной (обильна), жабрицы порезниковой, васильков шероховатого и лугового, единично растет астрагал датский, зопник клубненосный, колокольчик скученный, марьянник гребенчатый, лапчатка Гольдбаха, лютик многоцветковый, местами крупные заросли образует шиповник майский.
В старичных понижениях растут осоки лисья и дернистая, двукисточник тростниковидный, горицвет кукушкин, таволга вязолистная, купырь лесной, вероника длиннолистная, чемерица Лобеля, мятлик обыкновенный, лютик едкий, синюха голубая, купальница европейская, чина болотная, горечавка легочная (последние четыре вида — редкие и уязвимые виды, не включенные в Красную книгу Московской области, но нуждающиеся на территории области в постоянном контроле и наблюдении), хвощ луговой, купырь лесной. Небольшими группами или единично на пойменных лугах нередко встречается растение, занесенное в Красную книгу Московской области, — ирис сибирский, есть заросли белокопытника ложного.
По некоторым заболоченным старичным понижениям среди пойменных дубрав обитают редкие виды растений, занесенные в Красную книгу Московской области, — частуха ланцетолистная, лютик многолистный, шлемник копьелистный, авран лекарственный, мытник скипетровидный, турча болотная.
Прибрежно-водная растительность озера Соснового богата своим видовым составом. Здесь нередки рогоз узколистный, камыш озерный, тростник южный, хвощ речной, аир обыкновенный (обилен), осока острая, дербенник иволистный, кизляк кистецветный, элодея канадская, телорез алоэвидный, рдесты блестящий, плавающий, пронзеннолистный и гребенчатый, ряски малая и трехдольная, водокрас лягушачий, вех ядовитый, или цикута, горец земноводный, стрелолист обыкновенный, частуха подорожниковая, щавель водяной, ирис аировидный, кубышка жёлтая, кувшинка белоснежная (редкий и уязвимый вид, не включенный в Красную книгу Московской области, но нуждающийся на территории области в постоянном контроле и наблюдении). Ближе к берегам озера довольно часто встречается рогульник плавающий, или водяной орех, или чилим, занесенный в Красную книгу Московской области.

### Фауна
Фауна позвоночных животных заказника отличается большим видовым разнообразием и хорошей сохранностью. Видовой состав заказника типичен для сухих сосновых лесов, пойменных дубрав, сырых березняков и пойменных озёр юго-востока Московской области. В заказнике обитает ряд редких и охраняемых видов животных.
На территории заказника отмечено обитание 94 видов позвоночных животных, из них восьми видов рыб, шести видов амфибий, пяти видов рептилий, 62 видов птиц и 13 видов млекопитающих.
В озере обитают представители ихтиофауны: лещ, плотва, красноперка, линь (эти два вида являются редкими и уязвимыми видами, не включенными в Красную книгу Московской области, но нуждающимися на территории области в постоянном контроле и наблюдении), щука, окунь, серебряный карась; в некоторые годы становится обычным видом густера.
Основу фаунистического комплекса наземных позвоночных животных составляют виды, характерные для сухих сосновых боров и пойменных сырых березняков и дубрав средней полосы европейской России.
В пределах заказника можно выделить четыре зоокомплекса (зооформации) наземных позвоночных животных: зооформацию сухих сосновых боров; зооформацию лиственных лесов; зооформацию лугово-опушечных местообитаний и зооформацию околоводных и водных местообитаний.
Абсолютно преобладает в заказнике по численности и видовому разнообразию зооформация сухих сосновых боров. В этих лесных сообществах обитают рыжая полевка, обыкновенная белка, ястреб-перепелятник, обыкновенная горлица (вид, занесенный в Красную книгу Московской области), клинтух (вид, занесенный в Красную книгу Московской области), большой пестрый дятел, желна, сойка, ворон, серая мухоловка, деряба (редкий и уязвимый вид, не включенный в Красную книгу Московской области, но нуждающийся на территории области в постоянном контроле и наблюдении), пухляк, хохлатая синица (редкий и уязвимый вид, не включенный в Красную книгу Московской области, но нуждающийся на территории области в постоянном контроле и наблюдении), поползень, пищуха. В лесных кварталах к северу от озера Соснового гнездится чёрный коршун (вид, занесенный в Красную книгу Московской области).
Из пресмыкающихся для этих биотопов характерны три вида из числа занесенных в Красную книгу Московской области: веретеница ломкая, прыткая ящерица и обыкновенная гадюка. Из земноводных с этими типами местообитаний связана в своем распространении охраняемая в Московской области обыкновенная чесночница. Из охраняемых видов насекомых здесь обитают скакун лесной, печальница угольная, представители рода Муравьиный лев, краеглазка, или буроглазка эгерия, желтушка ракитниковая, малый ночной павлиний глаз, орденская лента малиновая. Из числа иных редких видов, не включенных в Красную книгу Московской области, но нуждающихся на территории области в постоянном контроле и наблюдении, заказник населяют бабочки толстоголовка палемон, малинница, сенница памфил. Встречаются поселения рыжих лесных муравьев, не достигающие, однако, больших размеров (высотой до 30—40 см, диметром около 50—70 см).
Зооформация лиственных лесов имеет значительно меньшее распространение. Характерными представителями этих сообществ являются малая лесная мышь, лесная куница, вальдшнеп, вяхирь, обыкновенная кукушка, иволга, пересмешка, садовая камышевка, садовая славка, крапивник, мухоловка-пеструшка, зарянка, обыкновенный соловей, певчий дрозд, чёрный дрозд, белобровик, длиннохвостая синица, большая синица, обыкновенная лазоревка, чиж, пеночка-весничка, пеночка-трещотка. С дубравами заказника из млекопитающих связана желтогорлая мышь (вид, занесенный в Красную книгу Московской области), из птиц — средний пестрый дятел (вид, занесенный в Красную книгу Российской Федерации и Красную книгу Московской области); в этих биотопах периодически отмечался на гнездовании орел-карлик (вид, занесенный в Красную книгу Московской области). В высокоствольных березняках наиболее часто отмечается белоспинный дятел (вид, занесенный в Красную книгу Московской области). В сырых березняках местами с примесью осины и чёрной ольхи обитает малый подорлик (вид, занесенный в Красную книгу Российской Федерации и Красную книгу Московской области).
Во всех лесных биотопах встречаются обыкновенная бурозубка, лось, кабан, зяблик.
В опушечных местообитаниях, на просеках и полянах обычны канюк, обыкновенный осоед (вид, занесенный в Красную книгу Московской области), удод (вид, занесенный в Красную книгу Московской области), лесной жаворонок (вид, занесенный в Красную книгу Московской области), лесной конек, серая ворона, сорока, обыкновенная овсянка, щегол; для опушечных местообитаний дубрав и березняков характерны обыкновенный жулан, садовая камышевка, серая славка. Из пресмыкающихся встречается живородящая ящерица. Из бабочек, занесенных в Красную книгу Московской области, обитают пестрянка-эфиальт, толстоголовка мозаичная, махаон, поликсена, шашечница матурна, или большая (опушки и поляны дубравы), перламутровка дафна (опушки и поляны сосняков), меланаргия, или пестроглазка, русская, или суворовка (опушки и поляны дубравы), червонец титир, или бурый, червонец фиолетовый, червонец щавелевый, голубянка орион, пятнашка телей, или эйфем. Из других членистоногих, занесенных в Красную книгу Московской области, обитает тарантул южнорусский.
Во всех лесных и опушечных местообитаниях заказника обычны обыкновенный крот, обыкновенная лисица, заяц-беляк, славка-черноголовка, крапивник, из земноводных — травяная и остромордая лягушки, серая жаба.
Околоводные и водные местообитания из млекопитающих населяет речной бобр, ондатра; из птиц — кряква, перевозчик, белая трясогузка, болотная камышевка, камышевка-барсучок, речной сверчок, речная крачка (редкий и уязвимый вид, не включенный в Красную книгу Московской области, но нуждающийся на территории области в постоянном контроле и наблюдении), сизая чайка и деревенская ласточка. На залитых лугах в период весенних миграций отмечается турухтан, стаи которого достигают нескольких тысяч особей. Из пресмыкающихся обитает обыкновенный уж (в весенний период отмечаются большие скопления), из земноводных — краснобрюхая жерлянка (вид, занесенный в Красную книгу Московской области), озерная лягушка.

## Объекты особой охраны заказника
Охраняемые экосистемы: сосновые, берёзово-сосновые, елово-сосновые, елово-сосновые с широколиственными породами, пойменные дубравы с участками липняков и осинников, черноольшаники влажнотравные, лесные опушки с кустарниками и лугово-степными видами, пойменные луга с участками старичных заболоченных, прибрежно-водная растительность старичных озёр.
Места произрастания и обитания охраняемых в Московской области, а также иных редких и уязвимых видов животных и растений, зарегистрированных на территории заказника.
Охраняемые в Московской области, а также иные редкие и уязвимые виды растений:
- виды, занесенные в Красную книгу Московской области: рогульник плавающий, или водяной орех, или чилим, наголоватка васильковая, ломонос прямой, ирис, или касатик сибирский, гвоздика песчаная, бородник шароносный, или молодило, прострел раскрытый, или сон-трава, вероники седая и ложная, пузырчатка средняя, или промежуточная, дрок германский, лютик многолистный, частуха ланцетолистная, перловник пестрый, турча болотная, горечавка крестовидная, змееголовник Рюйша, серпуха увенчанная, медуница узколистная, шлемник копьелистный, авран лекарственный, мытник скипетровидный, козелец приземистый, кокушник клобучковый, василек сумской;
- виды, являющиеся редкими и уязвимыми таксонами, не включенные в Красную книгу Московской области, но нуждающиеся на территории области в постоянном контроле и наблюдении: колокольчики персиколистный, крапиволистный и широколистный, посконник коноплевый, кувшинка белоснежная, цмин песчаный, синюха голубая, гвоздика Борбаша, купальница европейская, чина болотная, горечавка легочная, двулепестник парижский, грушанка зеленоцветковая, борец шерстистоусый, синюха голубая, мерингия бокоцветная.

Виды лишайников, занесенные в Красную книгу Московской области: кладония Цопфа, флавоцетрария капюшоновидная, имшаугия бледнеющая.
Охраняемые в Московской области, а также иные редкие и уязвимые виды животных:
- виды, занесенные в Красную книгу Российской Федерации и Красную книгу Московской области: малый подорлик, средний пестрый дятел;
- виды и иные таксоны, занесенные в Красную книгу Московской области: желтогорлая мышь, чёрный коршун, осоед, орел-карлик, клинтух, обыкновенная горлица, удод, белоспинный дятел, лесной жаворонок, веретеница ломкая, прыткая ящерица, обыкновенная гадюка, обыкновенный уж, обыкновенная чесночница, краснобрюхая жерлянка, тарантул южнорусский, скакун лесной, род Муравьиный лев, пестрянка-эфиальт, толстоголовка мозаичная, меланаргия, или пестроглазка, русская, или суворовка, махаон, поликсена, желтушка ракитниковая, шашечница матурна, перламутровка дафна, краеглазка, или буроглазка, эгерия, суворовка, червонец титир, червонец фиолетовый, червонец щавелевый, голубянка орион, пятнашка телей, или эйфем, малый ночной павлиний глаз, орденская лента малиновая, печальница угольная;
- виды, являющиеся редкими и уязвимыми таксонами, не включенные в Красную книгу Московской области, но нуждающиеся на территории области в постоянном контроле и наблюдении: речная крачка, деряба, хохлатая синица, красноперка, линь.